# Place Tõnisson
La place Tõnisson (en estonien : Tõnissoni plats), est une place du quartier Kesklinn de Tartu en Estonie.

## Présentation
La petite place est au coin de la rue Ülikoli tänav et de la rue Gildi tänav.
La place porte le nom de Tõnisson, car pendant longtemps la rédaction du journal Postimees était située en face, et l'ancien homme politique et journaliste Jaan Tõnisson était le propriétaire et rédacteur en chef de Postimees.
La place a des sièges et quelques arbres. Le mémorial à Jaan Tõnisson est érigé sur la place.